# Прапор Нової Одеси
Пра́пор Ново́ї Оде́си затверджений 29 квітня 2005 р. рішенням № 7 XXII сесії Новоодеської міської ради.

## Опис
Прямокутне полотнище з співвідношенням сторін 2:3 жовтого кольору, внизу якого три хвилясті рівновеликі горизонтальні смуги: блакитна, біла, блакитна; біля древка — герб поселення. Ширина герба становить 1/5 ширини прапора.
Автори — І. Д. Янушкевич, Р.Кочкуров, М.Штомпель.